# Svenska mästerskapet i handboll för herrar 1935/1936
Svenska mästerskapet i handboll 1935/1936 vanns av SoIK Hellas. Deltagande lag var DM-vinnarna från respektive distrikt.

## Omgång 1
- Visby AIK–Upsala Studenters IF 6–15
- Gefle IF–SoIK Hellas 7–16
- GUIF–IFK Örebro 15–20
- Norrköpings AIS–Västerås IK 14–16

## Omgång 2
- I 19 Boden–Castor w.o.
- Sollefteå GIF–IFK Umeå 11–5
- Upsala Studenters IF–SoIK Hellas 8–9
- IFK Örebro–Västerås IK 10–12
- I 2 Karlstad–Göteborgs IK 13–11
- IFK Karlsborg–IFK Uddevalla 14–10[a]
- Flottans IF Karlskrona–IFK Kristianstad 12–11

## Kvartsfinaler
- I 19 Boden–Sollefteå GIF w.o.
- SoIK Hellas–Västerås IK 14–7
- I 2 Karlstad–IFK Karlsborg 5–8
- Flottans IF Karlskrona–GoIF Fram 8–6

## Semifinaler
- Sollefteå GIF–SoIK Hellas 4–11
- IFK Karlsborg–Flottans IF Karlskrona 11–18

## Final
- SoIK Hellas–Flottans IF Karlskrona 7–5

## Fotnoter
- a Enligt Boken om handboll var det IFK Skövde som förlorade mot IFK Karlsborg, men detta är fel. IFK Karlsborg vann över IFK Uddevalla.[2]